# Pfullendorf
Pfullendorf est une ville allemande du Bade-Wurtemberg, située dans la région de la Linzgau (de) à 20 km au nord du lac de Constance.

## Histoire
Pfullendorf a été fondée par les Alamans qui l'appelaient Dorf am Phoul (Pfuol), signifiant village sur le Phoul. Elle est devenue une ville libre d'Empire au sein du Saint-Empire romain germanique le 2 juin 1220 sur décision de Frédéric II.

## Organisation urbaine
La ville se compose de la ville centrale et des villages voisins : Denkingen (Andelsbach, Langgassen, Straß et Hilpensberg), Aach-Linz (Reute et Sahlenbach), Gaisweiler (Tautenbronn et Bethlehem), Großstadelhofen (Kleinstadelhofen, Krähenried, Sylvenstal, Furtmühle et Wattenreute), Mottschieß, Otterswang (Litzelbach et Weihwang) et Zell-Schwäblishausen.

## Personnalités liées à Pfullendorf
- Jakob Feucht (v. 1550, † 1580), théologien catholique
- Wendel Dietterlin (1550, † 1599), peintre, architecte et théoricien de l'architecture
- Johann Ludwig Ungelehrt „a Musis“ (1599-1662), religieux franciscain
- Konrad Heilig (1817, † 1849), révolutionnaire
- Ildefons Schober (1849, † 1918), religieux bénédictin
- Hugo Rahner (1900, † 1968), théologien catholique
- Elmar Mauch (1927–2011), homme politique
- Kuno Bärenbold (1946, † 2008), écrivain
- Lothar Riebsamen, (né en 1957), homme politique
- Johannes Brunner (né en 1963), artiste
- Roderich Kiesewetter (né en 1963), homme politique
- Josef Vogt (1908–1996), homme politique

## Jumelages
- Allschwil (Suisse) depuis le 13 avril 1984
- Saint-Jean-de-Braye (France) depuis le 1er mai 1987

## Galerie de photos

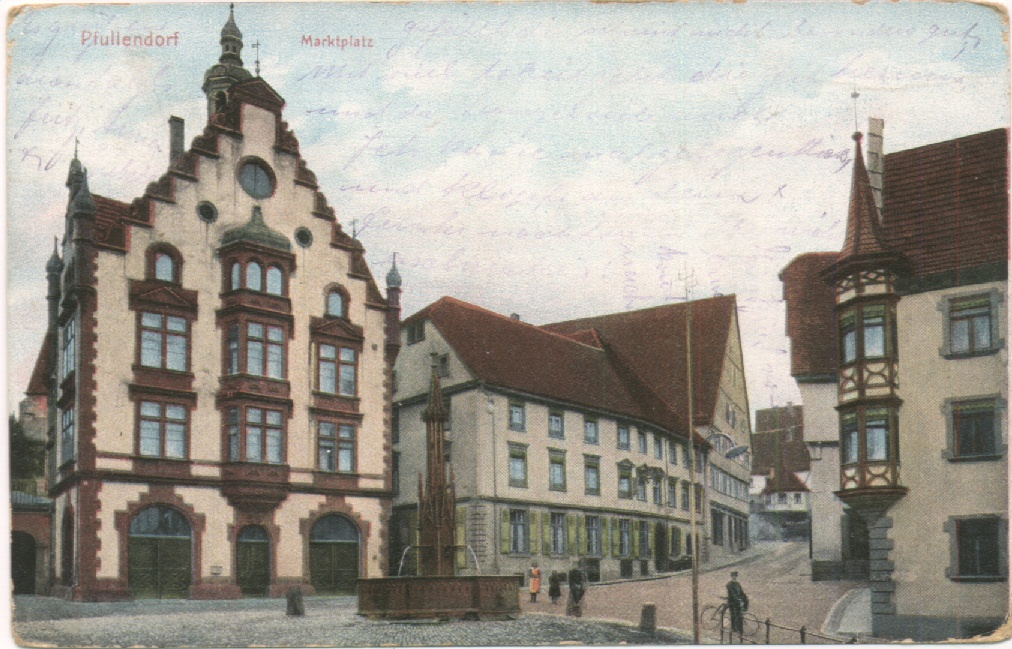
Marktplatz, v. 1900
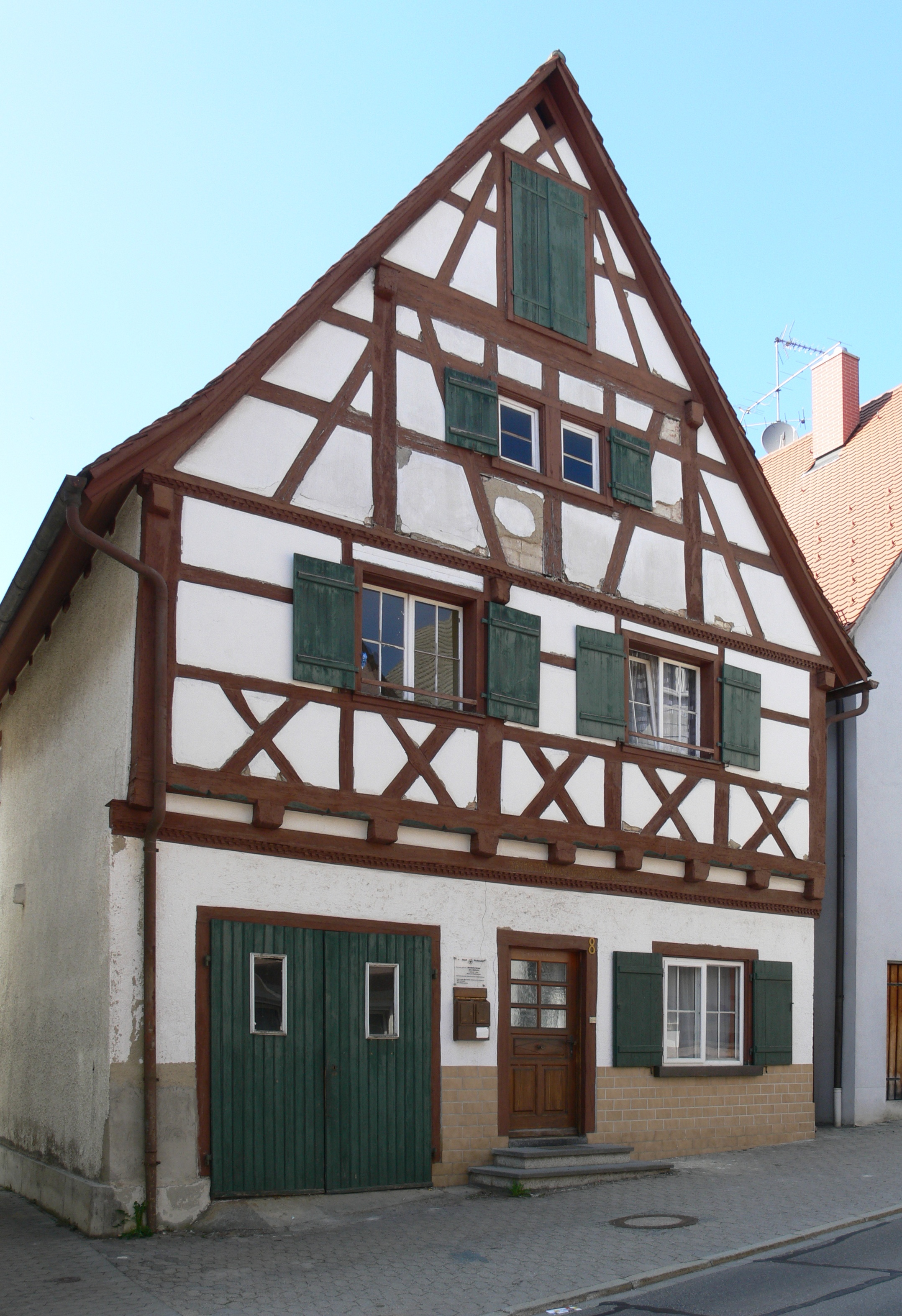
Maison natale de l'artiste Wendel Dietterlin